# Ла-Шапель-Івон
Ла-Шапе́ль-Іво́н (фр. La Chapelle-Yvon) — колишній муніципалітет у Франції, у регіоні Нормандія, департамент Кальвадос. Населення — 534 осіб (2011).
Муніципалітет був розташований на відстані близько 150 км на захід від Парижа, 55 км на схід від Кана.

## Історія
До 2015 року муніципалітет перебував у складі регіону Нижня Нормандія. Від 1 січня 2016 року належав до нового об'єднаного регіону Нормандія.
1 січня 2016 року Ла-Шапель-Івон, Сен-Сір-дю-Ронсере, Сен-Жульєн-де-Майок, Сен-П'єрр-де-Майок i Тордуе було об'єднано в новий муніципалітет Валорбіке.

## Демографія
Динаміка населення (INSEE ):
Розподіл населення за віком та статтю (2006):
| Стать | Всього | До 15 років | 15-24 | 25-44 | 45-64 | 65-85 | Понад 85 |
| --- | ------ | ----------- | ----- | ----- | ----- | ----- | -------- |
| Чоловіки | 252    | 40          | 24    | 68    | 84    | 36    | 0        |
| Жінки | 250    | 36          | 28    | 60    | 98    | 24    | 4        |
| \| Статево-вікова піраміда \| Статево-вікова піраміда \| Статево-вікова піраміда \| \| ----------------------- \| ----------------------- \| ----------------------- \| \| Чоловіки \| Вік \| Жінки \| \| 0 \| 85 + \| 4 \| \| 4 \| 80-84 \| 4 \| \| 16 \| 75-79 \| 4 \| \| 4 \| 70-74 \| 12 \| \| 12 \| 65-69 \| 4 \| \| 20 \| 60-64 \| 8 \| \| 24 \| 55-59 \| 35 \| \| 20 \| 50-54 \| 35 \| \| 20 \| 45-49 \| 20 \| \| 16 \| 40-44 \| 12 \| \| 28 \| 35-39 \| 24 \| \| 16 \| 30-34 \| 12 \| \| 8 \| 25-29 \| 12 \| \| 16 \| 20-24 \| 16 \| \| 8 \| 15-20 \| 12 \| \| 12 \| 10-14 \| 12 \| \| 20 \| 5-9 \| 4 \| \| 8 \| 0-4 \| 20 \| |        |             |       |       |       |       |          |
| Статево-вікова піраміда |        |             |       |       |       |       |          |
| Чоловіки | Вік    | Жінки       |       |       |       |       |          |
| 0 | 85 +   | 4           |       |       |       |       |          |
| 4 | 80-84  | 4           |       |       |       |       |          |
| 16 | 75-79  | 4           |       |       |       |       |          |
| 4 | 70-74  | 12          |       |       |       |       |          |
| 12 | 65-69  | 4           |       |       |       |       |          |
| 20 | 60-64  | 8           |       |       |       |       |          |
| 24 | 55-59  | 35          |       |       |       |       |          |
| 20 | 50-54  | 35          |       |       |       |       |          |
| 20 | 45-49  | 20          |       |       |       |       |          |
| 16 | 40-44  | 12          |       |       |       |       |          |
| 28 | 35-39  | 24          |       |       |       |       |          |
| 16 | 30-34  | 12          |       |       |       |       |          |
| 8 | 25-29  | 12          |       |       |       |       |          |
| 16 | 20-24  | 16          |       |       |       |       |          |
| 8 | 15-20  | 12          |       |       |       |       |          |
| 12 | 10-14  | 12          |       |       |       |       |          |
| 20 | 5-9    | 4           |       |       |       |       |          |
| 8 | 0-4    | 20          |       |       |       |       |          |

## Економіка
2010 року серед 348 осіб працездатного віку (15—64 років) 253 були активними, 95 — неактивними (показник активності 72,7%, у 1999 році було 67,4%). З 253 активних мешканців працювало 225 осіб (123 чоловіки та 102 жінки), безробітними було 28 (13 чоловіків та 15 жінок). Серед 95 неактивних 19 осіб було учнями чи студентами, 50 — пенсіонерами, 26 були неактивними з інших причин.

У 2010 році в муніципалітеті числилось 217 оподаткованих домогосподарств, у яких проживали 542,5 особи, медіана доходів виносила 18 106 євро на одного особоспоживача